# Albert Bartosz
Albert Bartosz (ur. 29 maja 1969 w Oświęcimiu) – politolog, specjalista w dziedzinie integracji europejskiej. Społecznik, dziennikarz, animator kultury.

## Życiorys
W 1992 współtworzył pierwsze numery odrodzonego "Głosu Ziemi Oświęcimskiej". Współpracował również z takimi gazetami jak "Dziennik Polski" i "Nasz Tydzień".
Założyciel i pierwszy kierownik oświęcimskiej redakcji radia CCM. Współpracownik "Radia Kraków" i "Radia Mega FM". Dziennikarz, realizator oraz producent programów w TV "Dami" Oświęcim. Pracował w nieistniejących już oświęcimskich kinach "Graffiti" i "Luna". Od 2004 kierownik agendy Urzędu Marszałkowskiego Województwa Małopolskiego w Oświęcimiu.
Powołał do życia ruch pod nazwą "Mała Orkiestra Wielkiej Pomocy", którego zadaniem była pomoc chorym dzieciom. Jak się okazało, stworzone struktury zostały potem wykorzystane do pomocy w zbiórce pieniędzy, na planowaną operację jego syna. W akcję włączyło się kilkadziesiąt tysięcy ludzi w kraju i na świecie. 10 października 2010 ruch został sformalizowany i stał się fundacją, której Albert Bartosz został prezesem. W przeciągu 4 lat działalności MOWP zebrała dla swoich podopiecznych ponad 400 tys. pln. Stało się to głównie dzięki organizowanym imprezom, takim jak jarmarki, festyny czy pokazowe mecze czego przykładem może być transmitowany przez "TV Sport", mecz "Gwaiazd hokeja na lodzie". Ważną częścią funkcjonowania fundacji są również koncerty. Charytatywnie dla MOWP zagrali między innymi: Grzegorz Turnau, TSA, Marek Piekarczyk, Paweł "Baby" Mąciwoda, Feel, Urszula Dudziak, Ziyo, 4 Szmery, Krzywa Alternatywa, NIe-bo, Artur Malik, Joachim Mencel i mnóstwo zespołów rozpoznawalnych regionalnie. W zgodnej opinii mieszkańców miasta Oświęcim, dzięki fundacji, rozpowszechniony został wolontariat, szczególnie wśród młodzieży.
W latach 2014–2018 pełnił funkcję wójta Gminy Oświęcim.

## Życie prywatne
W 2009 na nowotwór zachorował jego syn. Albert Bartosz stał się wraz z małżonką Moniką autorem bloga igorbartosz.blogspot.com, gdzie opisywał najpierw walkę z chorobą dziecka, a następnie instruował innych rodziców, jak w takiej sytuacji postępować.

## Nagrody i wyróżnienia
W 2013 z rąk Beaty Tyszkiewicz odebrał "TABLET DOBRA" – nagrodę przyznawaną przez ogólnopolską Fundację Dzieciom "Zdążyć z Pomocą".